# مشروع إعادة التحليل الخاص بالمركز الأوروبي للتنبؤات الجوية المتوسطة المدى
يعد مشروع إعادة التحليل الخاص بـالمركز الأوروبي للتنبؤات الجوية المتوسطة المدى (ECMWF) مشروعًا يتعلق بإعادة تحليل علوم الطقس.
أول منتج إعادة تحليل، وهو ERA-15، أدى إلى إعادة التحليل لحوالي 15 عامًا، من ديسمبر 1978 وحتى فبراير 1994. والمنتج الثاني، ERA-40 (الذي كان يهدف في البداية إلى أن يكون بمثابة تحليل على مدار 40 عامًا) بدأ في عام 1957 (السنة الفيزيائية الدولية) وهو يغطي 45 عامًا حتى عام 2002. وكمؤشر على ظهور منتج إعادة تحليل ممتد منقح ليحل محل ERA-40، أطلق المركز الأوروبي للتنبؤات الجوية المتوسطة المدى مؤخرًا مشروع ERA-Interim، والذي يغطي الفترة من عام 1979 وحتى الآن.
وبالإضافة إلى إعادة تحليل كل البيانات القديمة باستخدام نظام متسق، فإن إعادة التحليلات كذلك تستفيد من قدر كبير من البيانات المؤرشفة التي لم تكن متاحة للتحليلات الأصلية. ويسمح ذلك بتصحيح الكثير من الخرائط التاريخية المرسومة باليد عندما كان تقدير السمات شائعًا في مجالات ندرة البيانات. كما تتواجد القدرة كذلك على إنشاء خرائط جديدة ذات مستويات جوية لم يكن يتم استخدامها بشكل شائع حتى أوقات حديثة للغاية.

## الوصول إلى البيانات
يمكن تنزيل البيانات من أجل استخدامها في الأبحاث من الصفحة الرئيسية للمركز الأوروبي للتنبؤات الجوية المتوسطة المدى (انظر الوصلات الخارجية) وأرشيفات بيانات المركز الوطني لأبحاث الغلاف الجوي. ويتطلب الوصول إلى تلك الأرشيفات التسجيل.

## وصلات خارجية
- ERA-Interim project
- ERA-40 project
- ERA-15 project